# Powellmeer
Het Powellmeer (Engels: Lake Powell) is een stuwmeer op de grens van de Amerikaanse staten Arizona en Utah (het grootste deel ligt in Utah). Het ligt achter de in 1963 voltooide Glen Canyondam in de rivier de Colorado.
Rondom het meer ligt het park Glen Canyon National Recreation Area waar zich vele canyons en rotsschilderingen bevinden. Bezienswaardig zijn ook Antelope Canyon en Rainbow Bridge National Monument, een natuurlijke boog van meer dan 88 meter. Iets ten zuiden van het meer bevindt zich de Horseshoe Bend van de Colorado.
De dichtstbij gelegen plaats is Page. Het meer is genoemd naar de ontdekkingsreiziger John Wesley Powell (1834-1902), die in 1869 met een expeditie als eerste de Colorado afzakte.